# Електрически диполен момент
Електрическият диполен момент е основна характеристика на система от електрически заряди, образуващи електрически дипол, при наблюдение от разстояние (наред със сумарния заряд и положението на системата като цяло). Големината му се определя като максималния въртящ момент, породен от единица електрично поле във вакуум. Той е вектор с посока от отрицателния към положителния заряд и има тенденция да се ориентира по линиите на полето.
При поставянето на електрически дипол в електрическо поле възниква въртящ момент, при който оста на дипола се ориентира по линиите на полето. Големината на въртящия момент е максимална, когато диполът е ориентиран перпендикулярно на полето, но зависи не само от силата му, но и от разстоянието и големината на двата заряда на дипола. Ако означим големината на зарядите с q и разстоянието между тях с d, произведението qd се дефинира като електрически диполен момент.
Единицата за измерване на електрическия диполен момент в системата SI е C·m, а в системата CGS е дебай.